# Dikaiarkhosz

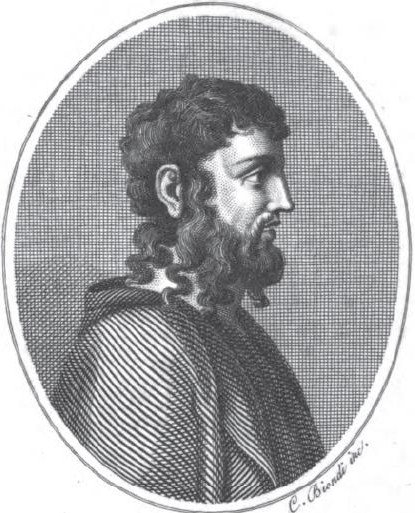
Dikaiarkhosz

Dikaiarkhosz (Messzéné, ma Messina, Kr. e. 4. század közepe – Athén, Kr. e. 285 körül) görög filozófus, történetíró.
A térképszerkesztés tudományos alapjainak kidolgozása, amelynek előkészítésében Dikaiarkhosz, Eratoszthenész, Hipparkhosz és türoszi Marinosz vettek részt, Klaudiosz Ptolemaiosz „Geográfiá”-jában érte el a csúcspontját.
Dikaiarkhosz a Nagy Sándor hódításai nyomán kelet felé jelentősen kitágult "oikumenéről" (az ismert világról) szerkesztett térképet. Nagy Sándor útjaira lépésmérőket (bematist) vitt magával, így meglehetősen pontos távolságadatokat tudott térképére felvinni. Az adatokból az adódott, hogy a lakott világ kelet-nyugati kiterjedése másfélszerese az észak-délinek. A nagyjából téglalap alakú területet két vonallal négy egyenlő nagyságú részre osztotta. A Héraklész oszlopai között (Gibraltári-szoros) áthaladó, egyenlítővel párhuzamos vonal észak-déli, a Lüszimakheia és Sziene városokat összekötő meridián kelet-nyugati irányban osztotta két egyenlő részre a világot. A két vonal metszéspontja Rodosz szigetére esett. Ez tekinthető a földrajzi fokhálózat ősének. Később Eratoszthenész továbbfejlesztette.
Sztrabón a Geógraphikában többször hivatkozik Dikaiarkhosz térképeire.